# Callulina dawida
Espèce
Statut de conservation UICN

 CR B2ab(iii) : 
En danger critique
Callulina dawida est une espèce d'amphibiens de la famille des Brevicipitidae.

## Répartition
Cette espèce est endémique des monts Taita au Kenya.

## Publication originale
- Loader, Measey, de Sá & Malonza, 2009 : A new brevicipitid species (Brevicipitidae: Callulina) from the fragmented forests of the Taita Hills, Kenya. Zootaxa, no 2123, p. 55-68.